# Белкина, Софья Гдальевна
Софья Гдальевна Белкина (25 декабря 1908, Журавичи, Гомельская губерния — 26 декабря 1989, Тюмень) — советский инженер-геолог.

## Основные даты жизни и трудовой деятельности
- 1924 — Работница фабрики «Красный текстильщик» в Москве
- 1935 — выпускница Московского нефтяного института им. И. М. Губкина
- 1935 — геолог конторы разведочных промыслов «Грознефть»
- 1936 — старший геолог промыслов Грозного
- 1940 — старший геолог промысла «Артемнефть» в Баку
- 1941 — старший геолог промысла «Нефтечала»
- 1949 — начальник геологической партии треста «Кузнецкнефтегеология» в Пензе
- 1953—1963 — старший геолог Тюменской буровой партии; начальник геологического отдела Тюменского геологического управления

## Научно-производственные и общественные достижения
- Участие в обобщении геологических материалов, выработке направлений и организации геологоразведочных работ в Тюменской области.
- Одна из первооткрывателей Шаимского нефтяного района, Березовского, Тазовского газовых месторождений, Мегионского, Усть-Балыкского и других нефтяных месторождений Западной Сибири. *Работала по повышению квалификации молодых специалистов в Тюменгеологии.

Общественные достижения
Избиралась членом Нефтечалинского райкома ВКП(б) (1941—1949).

## Награды
Лауреат Ленинской премии за участие в открытии Березовского газоносного района (1964);
Медали:
- «За оборону Кавказа» (1945),
- «За доблестный труд в Великой Отечественной войне 1941—1945 гг.» (1945),
- «За трудовую доблесть» (1952),
- «За освоение и развитие нефтегазового комплекса Западной Сибири» (1978) и другие.

Её именем назван вид из подкласса фораминифер в верхнем юре Западной Сибири.